# 李寬 (弘治進士)
李寬（1456年—1515年），字敬敷，江西廣信府玉山縣人，民籍，治《書經》，明朝政治人物。

## 生平
江西鄉試第二十一名舉人。弘治六年（1493年）中式癸丑科二甲第四十名進士。历官刑部主事、员外郎，十七年七月升雲南按察司佥事，管理銀場，十一月调任四川，正德三年升本司副使。

## 家族
曾祖李敬仁；祖父李希哲；父李尹亨，母尤氏。